# Conotrachelus languens
Conotrachelus languens – gatunek chrząszcza z rodziny ryjkowcowatych.

## Zasięg występowania
Ameryka Południowa, występuje w Brazylii.

## Budowa ciała
Przednia krawędź pokryw szersza od przedplecza. Na pokrywach podłużne garbki, nieregularne i pofalowane po bokach.